# Luxgen S5
Il Luxgen S5, chiamata in precedenza dal 2012 al 2013 Luxgen5, è un'autovettura prodotta dalla casa automobilistica taiwanese Luxgen dal 2012 al 2020.

## Descrizione

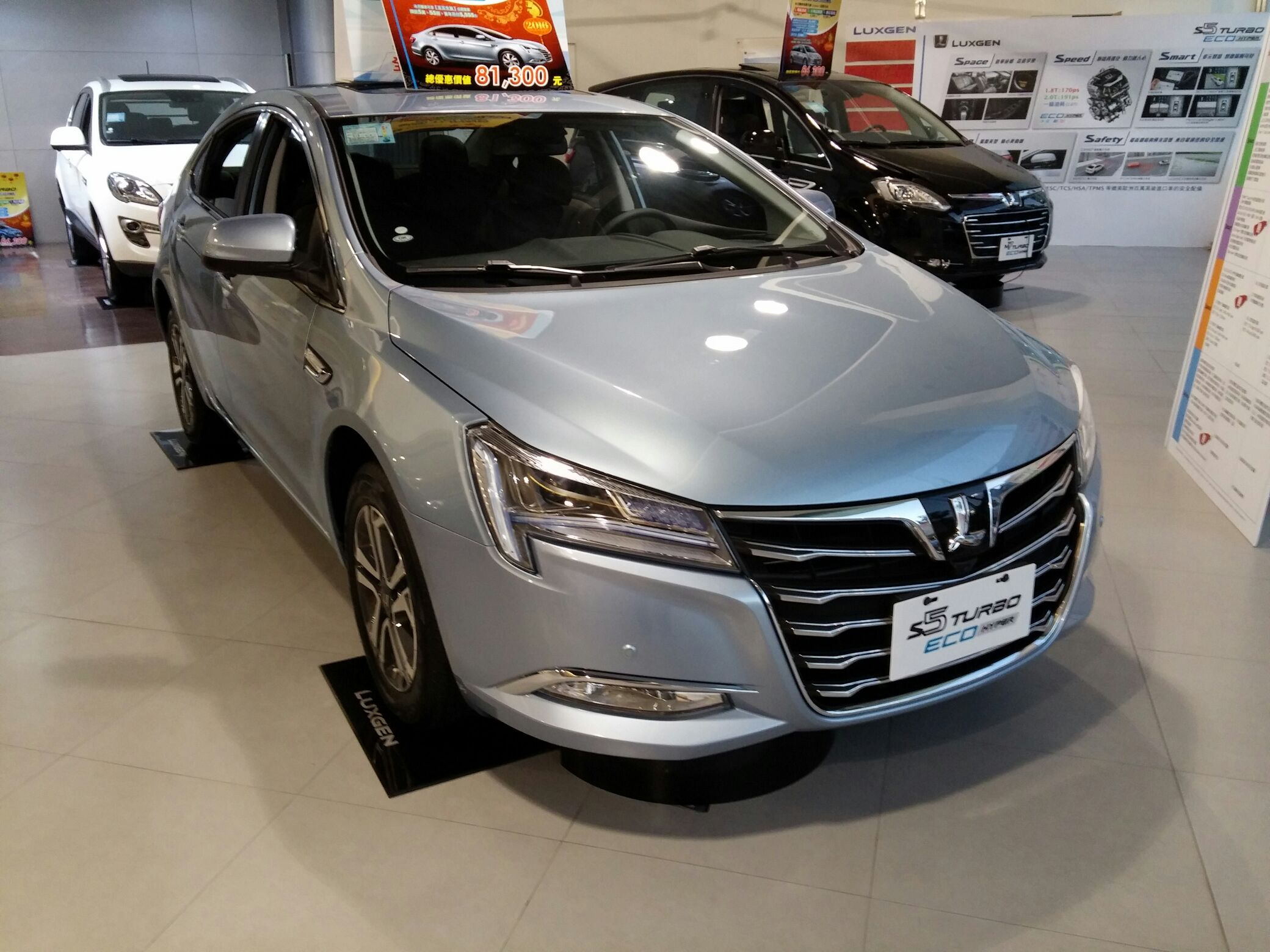
Luxgen S5 Turbo restyling

La vettura ha debuttato al salone di Taipei nel novembre 2011 sotto forma di concept car elettrica ed è stata messa in vendita a Taiwan nel dicembre 2011. È stato disegnato dal HAITEC Design Center guidato da James C. Shyr.
Nel luglio 2013 la berlina è stata introdotta sul mercato cinese. Nell'aprile del 2015 al salone di Shanghai ha debuttato la versione restyling della vettura, caratterizzata da un design rivisto, in special modo nei gruppi ottici anteriori e posteriori di nuovo disegno.
Al debutto la vettura era disponibile con due motorizzazioni quattro cilindri turbo benzina da 1.8 litri con 170 CV e 2.0 litri con 191 CV.